# گیدونی ۱۰۶۰۵
سیارک ۱۰۶۰۵ (به انگلیسی: 10605 Guidoni، نامگذاری:1996VC1) ده هزار و ششصد و پنجمین سیارک کشف شده‌است که در ۳ نوامبر ۱۹۹۶ کشف شد.
قدر مطلق سیارک برابر ۱۳٫۳۰ است.